# Conrad Detrez
Conrad Detrez (Rukkelingen-aan-de-Jeker, 1 de abril de 1937 - París, 12 de febrero de 1985) escritor belga, obtuvo la nacionalidad francesa en 1982.

## Biografía
Nació en el seno de una familia católoca rural de Limburgo. Su madre era flamenca y su padre valón. Su juventud estuvo marcada por la Segunda Guerra Mundial y la carnicería donde trabajaba su padre.
En Herstal, estudió griego y latín, y en 1957 asistió al seminario en Sint-Truiden. En 1959, su madre murió, y ese mismo año comenzó filosofía y teología en la Universidad de Lovaina.
Indignado por la guerra de Argelia (descolonización) y los levantamientos de la clase obrera en 1960-1961 dejó los estudios y emigró a Brasil en 1962, donde trabajó como periodista en el "Movimiento Democrático Brasileño" de Carlos Marighella contra el régimen dictatorial del general Humberto de Alencar Castelo Branco, que llegó al poder tras el golpe de Estado en contra de  Goulart en 1964. En 1967 fue puesto en prisión durante seis días y torturado, más tarde por razones de seguridad, se trasladó a Francia, y más tarde volvería a Brasil donde fue encarcelado dos años.  
En 1980 fue indultado por el gobierno brasileño, y luego regresó a Francia en 1982. A partir de 1984, empezó a mostrar los primeros signos de SIDA, falleciendo años después.